# Stiens

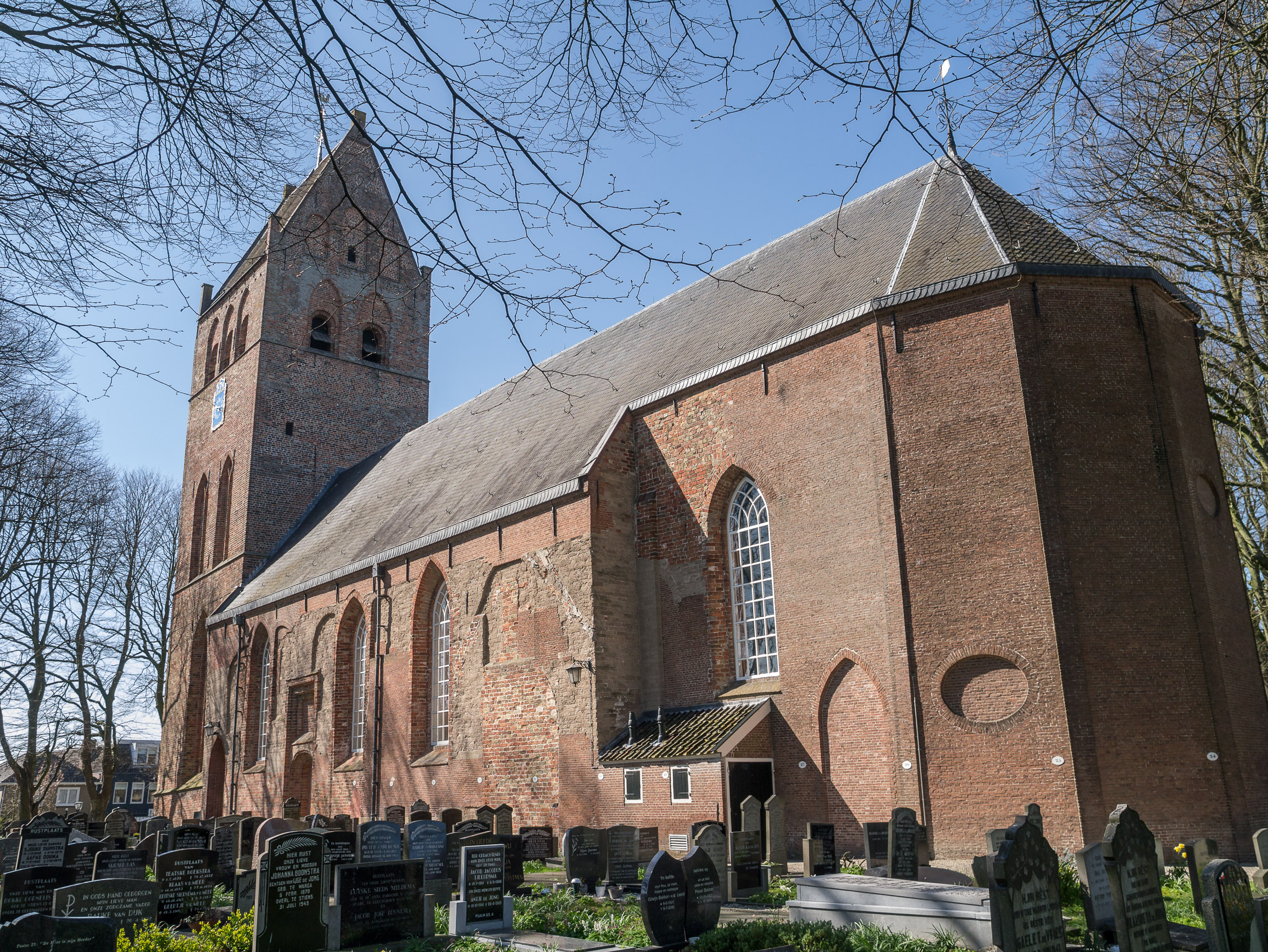
Stiens: la chiesa di San Vito

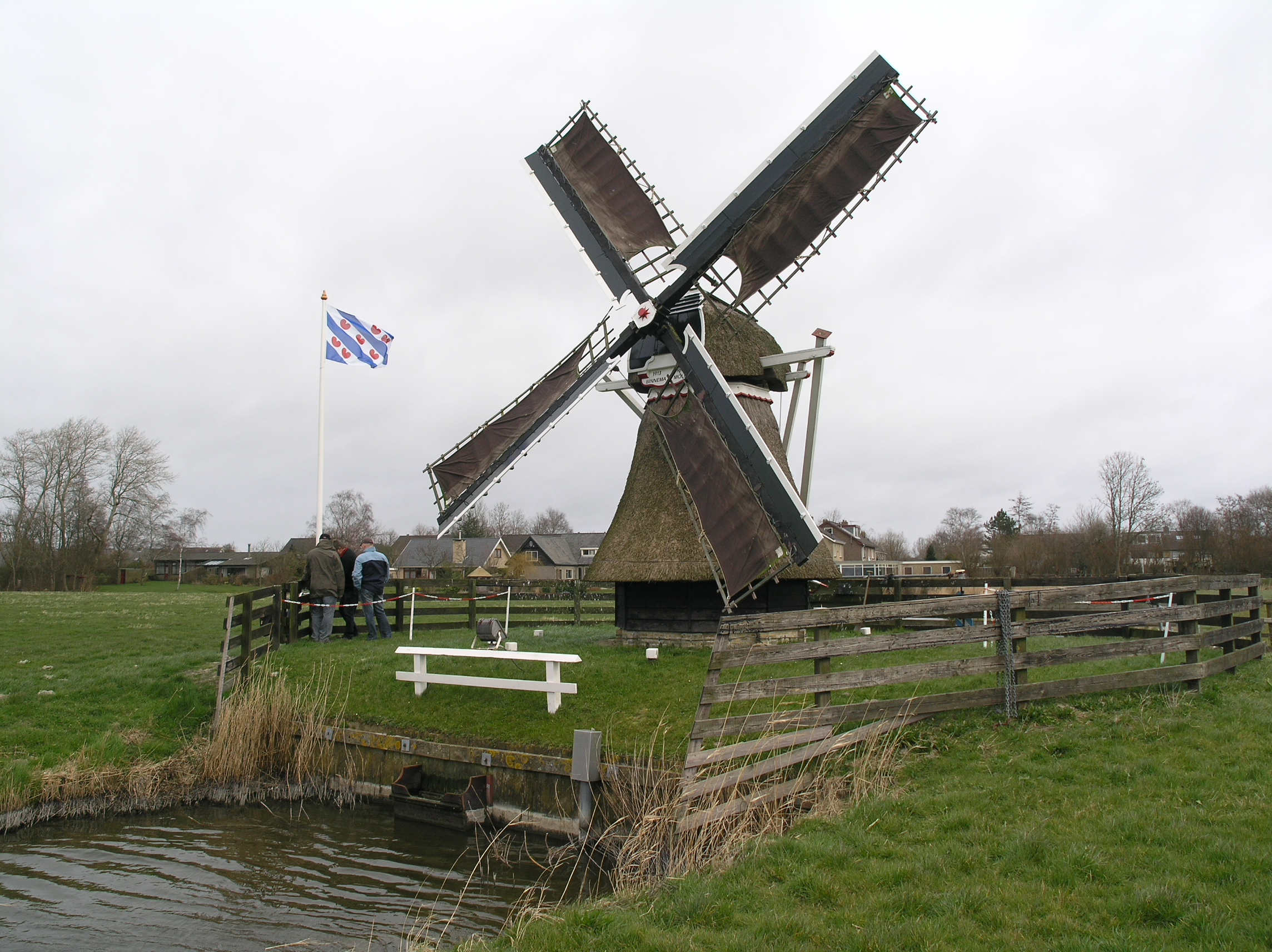
Stiens: il mulino Binnema o "Kleine Molen"

Stiens  è una località di circa 7.300 abitanti del nord-est dei Paesi Bassi, facente parte della provincia di Frisia. Fino al 1º gennaio 2018 è stato il capoluogo della ex-municipalità di Leeuwarderadeel, oggi parte della municipalità di Leeuwarden

## Geografia fisica

### Collocazione
Stiens si trova nella parte nord-occidentale della provincia di Frisia, tra Leeuwarden a Sint Annaparochie (rispettivamente a nord della prima e a sud-est della seconda), a circa 10 km a sud di Ferwert/Ferwerd.

### Suddivisione amministrativa
Buurtschappen
- Bartlehiem (piccola parte)
- Hoarne
- Tichelwurk
- Truard

## Società

### Evoluzione demografica
Nel 2011, la popolazione stimata di Stiens era di 7.335 abitanti.
La località ha quindi conosciuto un lieve incremento demografico rispetto al 2008, quando la popolazione stimata era di 7.320 abitanti, ma un decremento demografico rispetto al 2001, quando la popolazione censita era di 7.425 abitanti.

## Storia
Il villaggio di Stiens è menzionato per la prima volta nel 1399..  All'epoca, il villaggio, noto anche come Steens , si trovava lungo la costa orientale di quello che era allora il Middelzee
Nel 1787, ebbe luogo a Stiens una sommossa nota come "battaglia di Stiens".
Intorno al 1850, gran parte dell'agglomerato urbano di Stiens era concentrata attorno alla chiesa.
Dopo la seconda guerra mondiale, il villaggio iniziò ad essere edificato nella parte nord-orientale e sud-orientale.

## Monumenti e luoghi d'interesse
Stiens conta 7 edifici classificati come rijksmonumenten.

### Chiesa di San Vito
Tra gli edifici principali di Stiens figura la chiesa di San Vito (Sint Vituskerk), le cui origini risalgono al XII secolo.

### Mulino De Hoop
Altro edificio d'interesse di Stiens è il mulino De Hoop, un mulino a vento risalente al 1853.
|  |

### Steenhuistermolen
Altro storico mulino a vento di Stiens è il Steenhuistermolen, risalente al 1888.

### Mulino Binnema
A Stien si trova inoltre il mulino Binnema, noto anche come "De Kleine Molen" ("Il piccolo mulino"), che risale al 1913.